# Kotowice (powiat wrocławski)
Kotowice (niem. Kottwitz) – wieś w Polsce położona w województwie dolnośląskim, w powiecie wrocławskim, w gminie Siechnice. 
W latach 1975–1998 miejscowość należała administracyjnie do województwa wrocławskiego.

## Nazwa
Niemiecki geograf oraz językoznawca Heinrich Adamy wywodził nazwę bezpośrednio od polskiego określenia kota - "von kot, kotka = Katze". W swoim dziele o nazwach miejscowości na Śląsku wydanym w 1888 roku we Wrocławiu jako pierwotną nazwę wymienia ją w staropolskiej formie "Kotowicz" podając jej znaczenie "Katzendorf" - "Wieś kotów". Niemcy zgermanizowali nazwę miejscowości na Kottwitz w wyniku czego utraciła ona swoje pierwotne znaczenie. W 1936 r. niemiecka administracja nazistowska zmieniła nazwę wsi na Jungfernsee
W księdze łacińskiej Liber fundationis episcopatus Vratislaviensis (pol. Księga uposażeń biskupstwa wrocławskiego) spisanej za czasów biskupa Henryka z Wierzbna w latach 1295–1305 miejscowość wymieniona jest w zlatynizowanej formie Cothowiczi.

## Atrakcje turystyczne

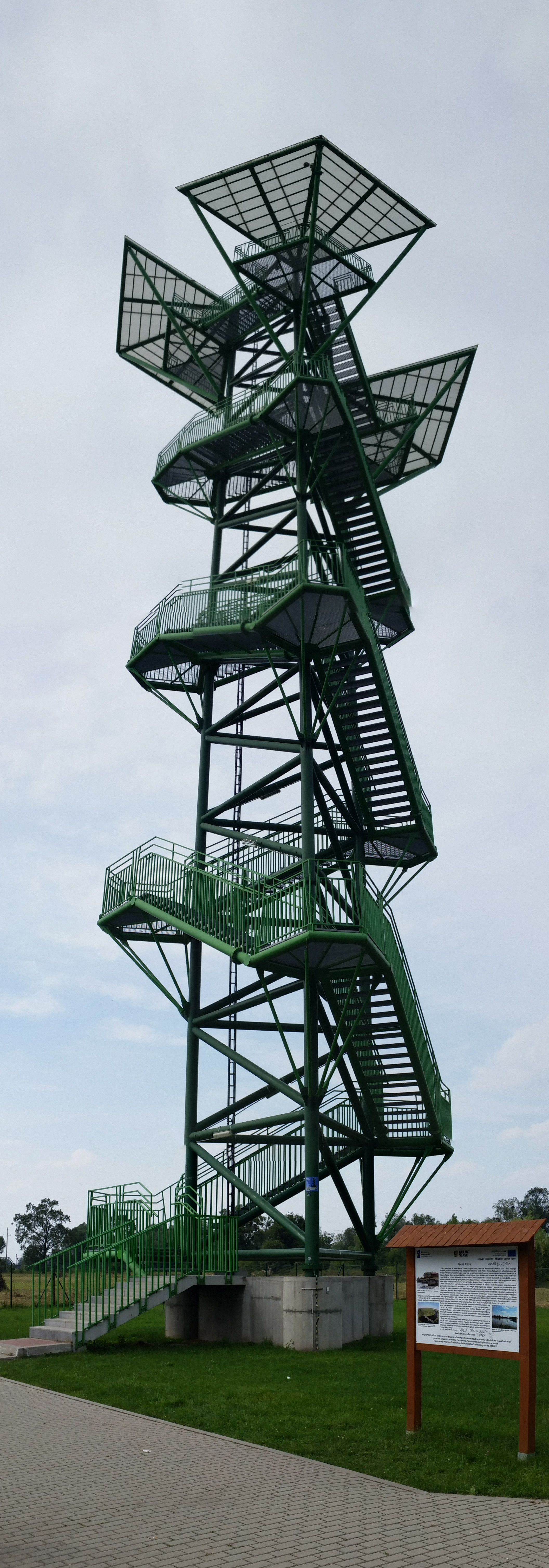
Wieża widokowa

W Kotowicach znajduje się stalowa wieża widokowa (dokładnie w przysiółku Utrata nad brzegiem Odry), która ma 40 m wysokości (w 2014 r. miała być podwyższona o 17 metrów, czego nie zrealizowano). Pozwala ona na obserwację większości terenów Natura 2000 "Grądy gmin Siechnice i Czernica", panoramę aglomeracji wrocławskiej i dużej części Dolnego Śląska – masywu Ślęży, Wzgórz Niemczańsko-Strzelińskich oraz Sudetów.

## Zabytki
Do wojewódzkiego rejestru zabytków wpisany jest:
- kościół par. pw. Najśw. Serca Pana Jezusa, z 1923 r.

## Przyroda
Na wschód od wsi znajdują się duże kompleksy lasów grądowych, w których stwierdzono skrajnie rzadki gatunek storczyka, kruszczyka ostrego (Epipactis leptochila subsp. neglectica) oraz bardzo liczną populację kruszczyka szerokolistnego (Epipactis helleborine), którego liczebność szacuje się na kilka tysięcy osobników, ulokowanych w kilku subpopulacjach.

## Skarb kotowicki
6 grudnia 1972 r., w piasku pochodzącym z obecnie nieczynnej żwirowni znajdującej się na południowy wschód od wsi, znaleziono gliniane naczynie z kolekcją wczesnośredniowiecznych, co najmniej 1090 monet i 300 ozdób srebrnych datowanych na okres po 983 roku.